# سیارک ۷۹۸۳
سیارک ۷۹۸۳ (به انگلیسی: 7983 Festin، نامگذاری:1980FY) هفت هزار و نهصد و هشتاد و سومین سیارک کشف شده‌است که در ۱۶ مارس ۱۹۸۰ کشف شد.
قدر مطلق سیارک برابر ۱۴٫۷۰ است.